# Saly Portudal
Saly Portudal (ou couramment Saly) est une station balnéaire située sur la Petite-Côte, au sud de Dakar. Avec ses 17 hôtels et ses 33 résidences pour un total de 10 000 lits, Saly est le plus grand centre touristique de l'Afrique de l’Ouest.

## Histoire
Le village d'origine était un ancien comptoir portugais surnommé "Porto de Ale" (le port de la bière), une dénomination qui s'est transformée au fil du temps en Portudal.
Créée de toutes pièces à proximité du village, la station balnéaire a été inaugurée le 24 février 1984, coïncidant avec l'essor du tourisme au Sénégal, alors une destination encore peu familière.

## Administration
Certains considèrent que Saly se trouve dans M'bour (le chef-lieu du département) mais Saly Portudal a été érigé en commune en juillet 2008.

### Problème foncier
La majeure partie de l'aire urbaine de Saly Portudal est gérée par la Société d'aménagement et de promotion des côtes et des zones touristiques du Sénégal (SAPCO). Cette société dispose de manière totalement indépendante du Conseil municipal d'un terrain d'une superficie totale de 620 hectares, formant ainsi une sorte de ville dans la ville.
Le développement urbain est entravé par des difficultés liées à la propriété foncière floue. Ce problème remonte à 1999, lorsque la Communauté rurale de Malicounda a perdu le contrôle de la gestion des dossiers du registre foncier. Depuis lors, et après la fondation de la ville de Saly Portudal, certaines décisions en matière de propriété foncière ont été prises sans tenir compte des titres de propriété basés sur des droits anciens, générant de nombreux litiges. Certains terrains peuvent être vendus frauduleusement à plusieurs acquéreurs. Pour éviter de tels problèmes, les acheteurs immobiliers font généralement appel à un notaire pour assurer la légalité de la transaction. Ils s'efforcent ensuite, lorsque cela est possible, d'obtenir un titre foncier plutôt qu'une simple délibération communale leur attribuant le terrain.

### Quartiers

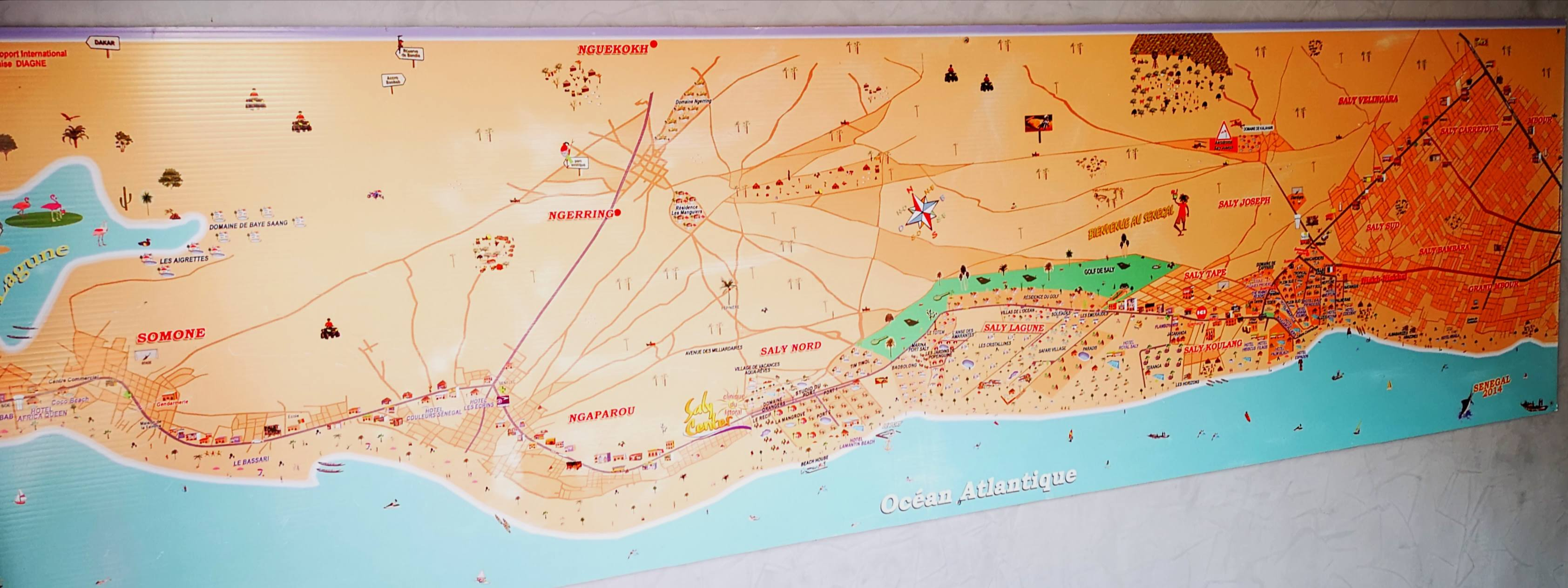
Plan de Saly Portudal

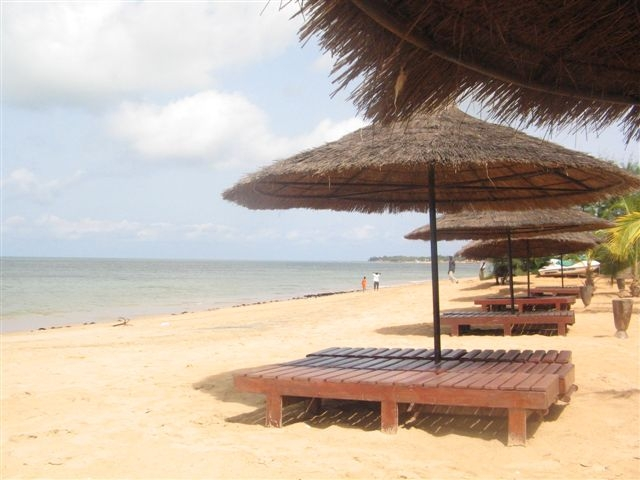
L'Afrique, « à l'occidentale ».

L’arrivée par vagues successives de populations d’ethnies différentes a entraîné la fondation de petits hameaux dont la réunion constitue aujourd’hui le « village » de Saly-Portudal. Ces hameaux, assimilés sur le plan administratif à des « quartiers », étaient initialement au nombre de six :
- Saly Niakh niakhal
- Saly Bambara
- Saly Velingara
- Saly Tapé
- Zone Sonatel
- Saly Koulang

Depuis la création de la station balnéaire de Zone Sonatel, six nouveaux quartiers ont vu le jour au nord ouest de Saly en raison de l’accroissement de la population de Saly : Saly Golf, Saly Extension, Saly Station, Saly Carrefour, Saly Aérodrome et Saly Médine.
En tout, Saly compte 15 quartiers.

### Population
Le nombre d'habitants est difficile à chiffrer en raison des allées et venues de touristes et la présence de résidents temporaires qui viennent passer à Saly quelques mois par an.
Lors du dernier recensement de 2013, Saly Portudal était crédité de 26 000 habitants, alors qu'il n'y en avait que 1200 en 1988.

### Infrastructures

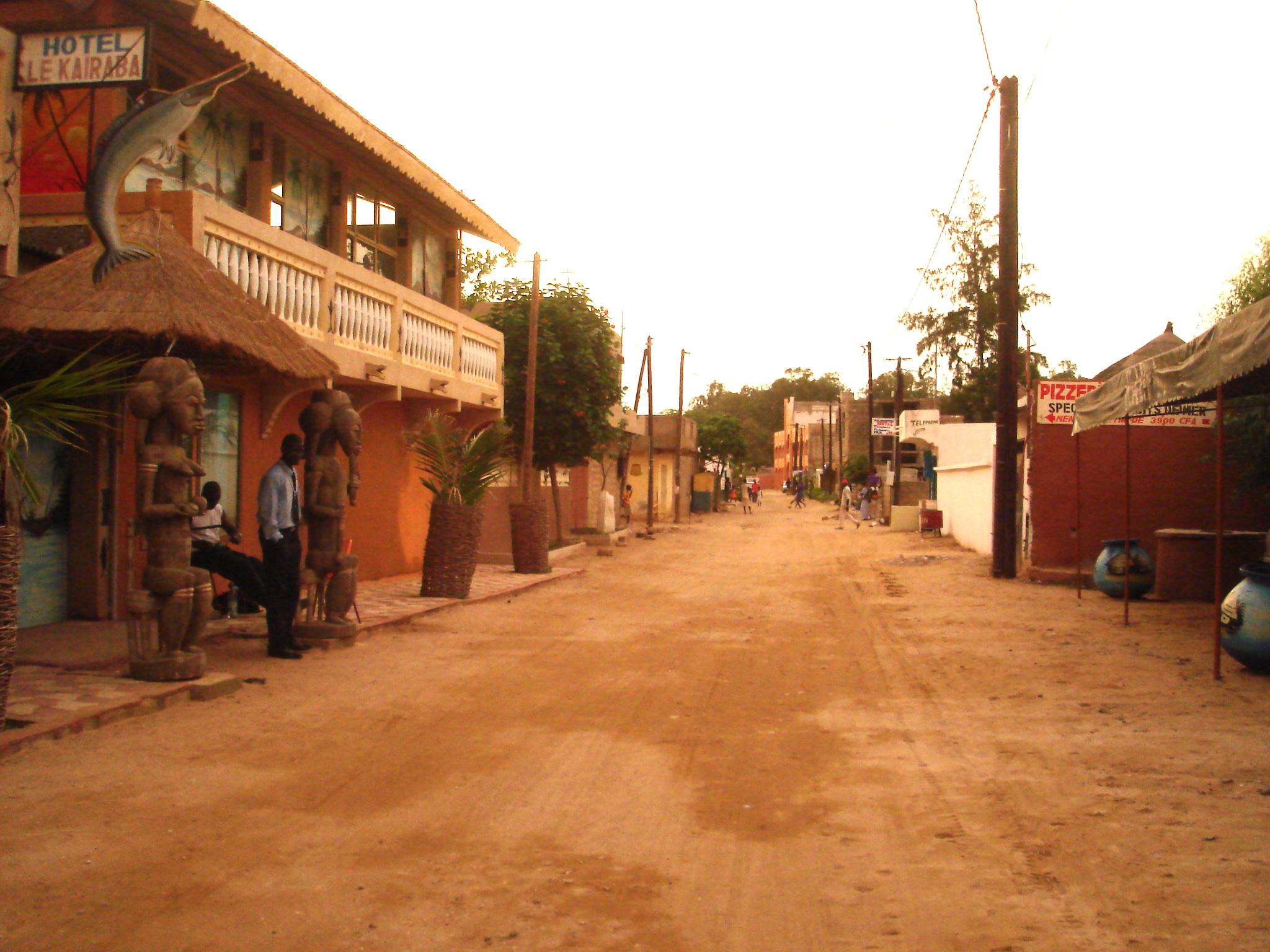
Une rue non bitumée de Saly Portudal.

Les infrastructures locales présentent des qualités variées.
Les principales routes sont bitumées, mais de nombreuses voies secondaires demeurent des pistes de sable. La route nationale N1 traverse la banlieue de Saly Portudal, reliant la ville au nord-ouest aux principales agglomérations de la région métropolitaine de Dakar, et à l'est à Mbour, Fatick, Kaolack et Tambacounda.
L'aéroport international de Dakar-Blaise Diagne, situé à 26 km, connecte Saly Portudal au réseau aérien international.
L'eau courante, l'électricité et l'accès à Internet sont disponibles à Saly, bien que des coupures fréquentes, parfois durant plusieurs jours, persistent. Les variations de tension électrique peuvent également endommager certains appareils, et le coût du kWh facturé par la Sénélec était d'environ 100 F en 2019, ce qui est plus cher qu'en France. Cela rend les factures des maisons équipées "à l'européenne" (réfrigérateur, four, climatisation, piscine, etc.) assez élevées. Pour l'accès à Internet, la solution la plus économique et efficace reste le réseau mobile, qui offre un bon rapport qualité-prix.

## Géographie

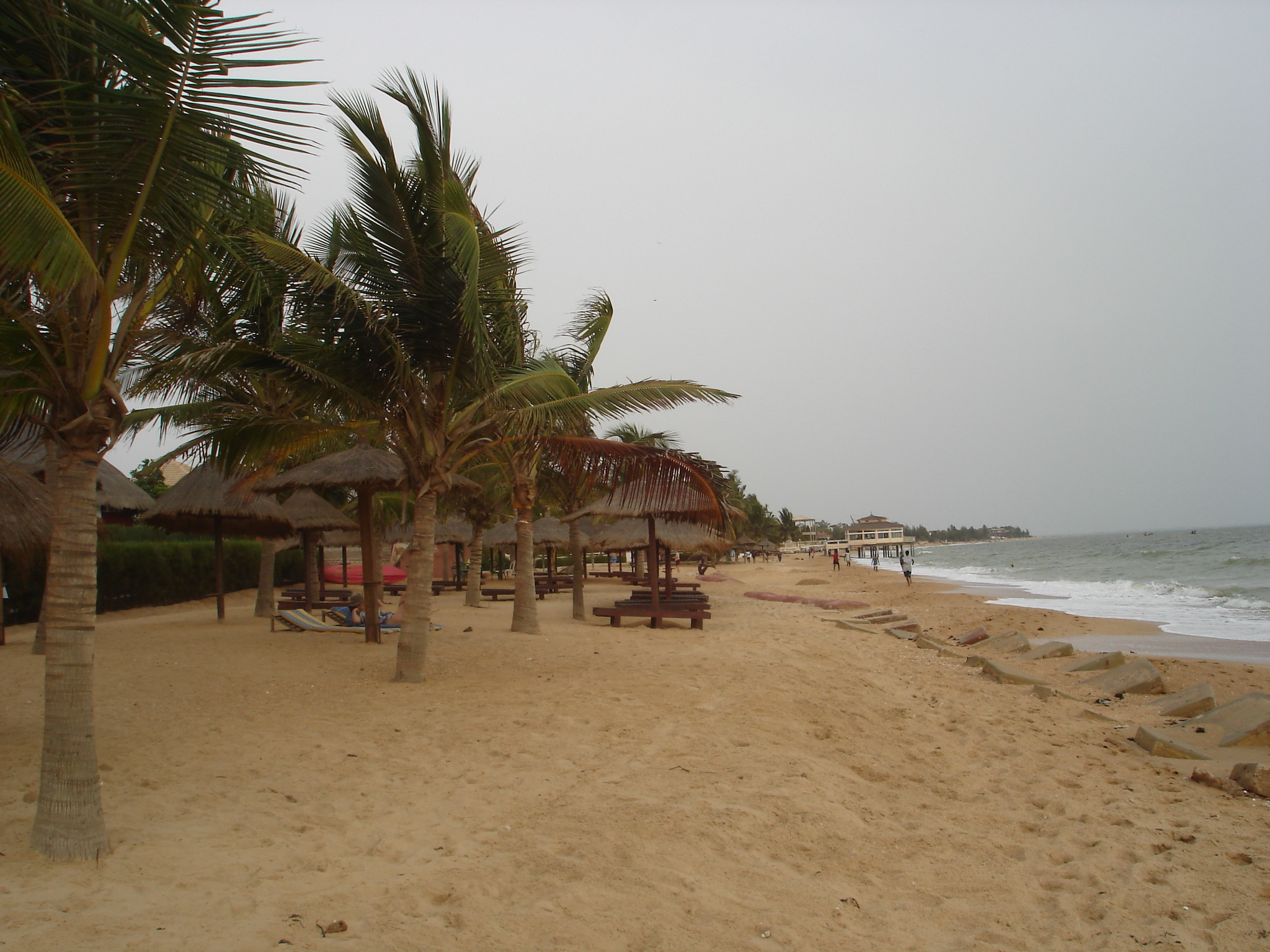
La plage, côté sud

### Érosion du littoral

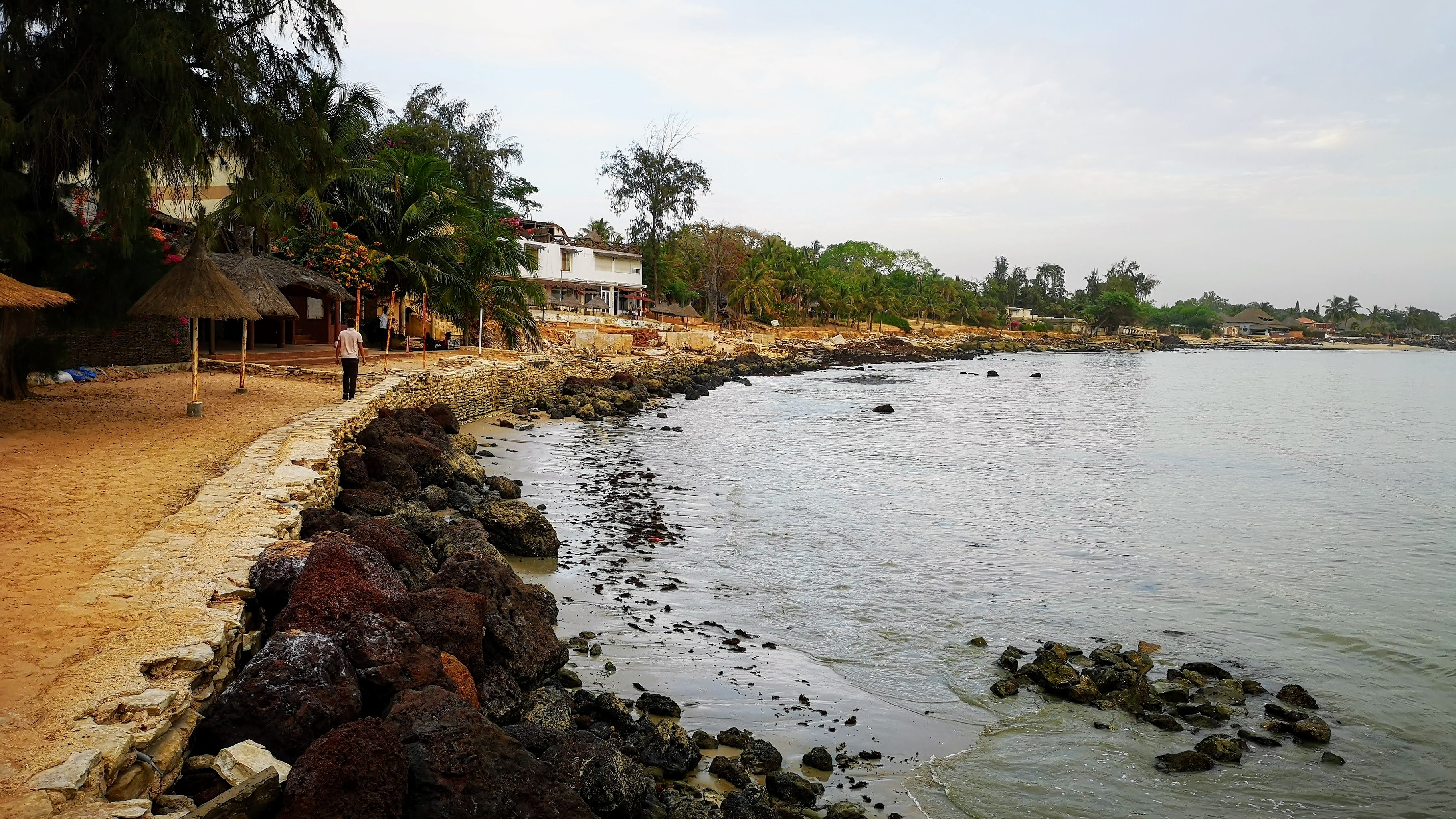
La plage de l'hôtel "Les Bougainvillées" à Saly se réduit à cause de l'érosion du littoral.

La station est située sur une côte de sable doré, bordée de cocotiers et baignée par une mer toujours calme et protégée par la baie. Mais depuis les années 2000, les plages de la petite côte se réduisent du fait de l'érosion du littoral. Dans certaines zones de Saly, la diminution de la plage est spectaculaire, mais le littoral est plus préservé du côté de Saly Niakhniakhal, Obama beach ou Ngaparou.
Début 2019, des travaux ont commencé pour créer de grandes digues afin de tenter de mieux préserver cette zone de l'érosion.

## Économie

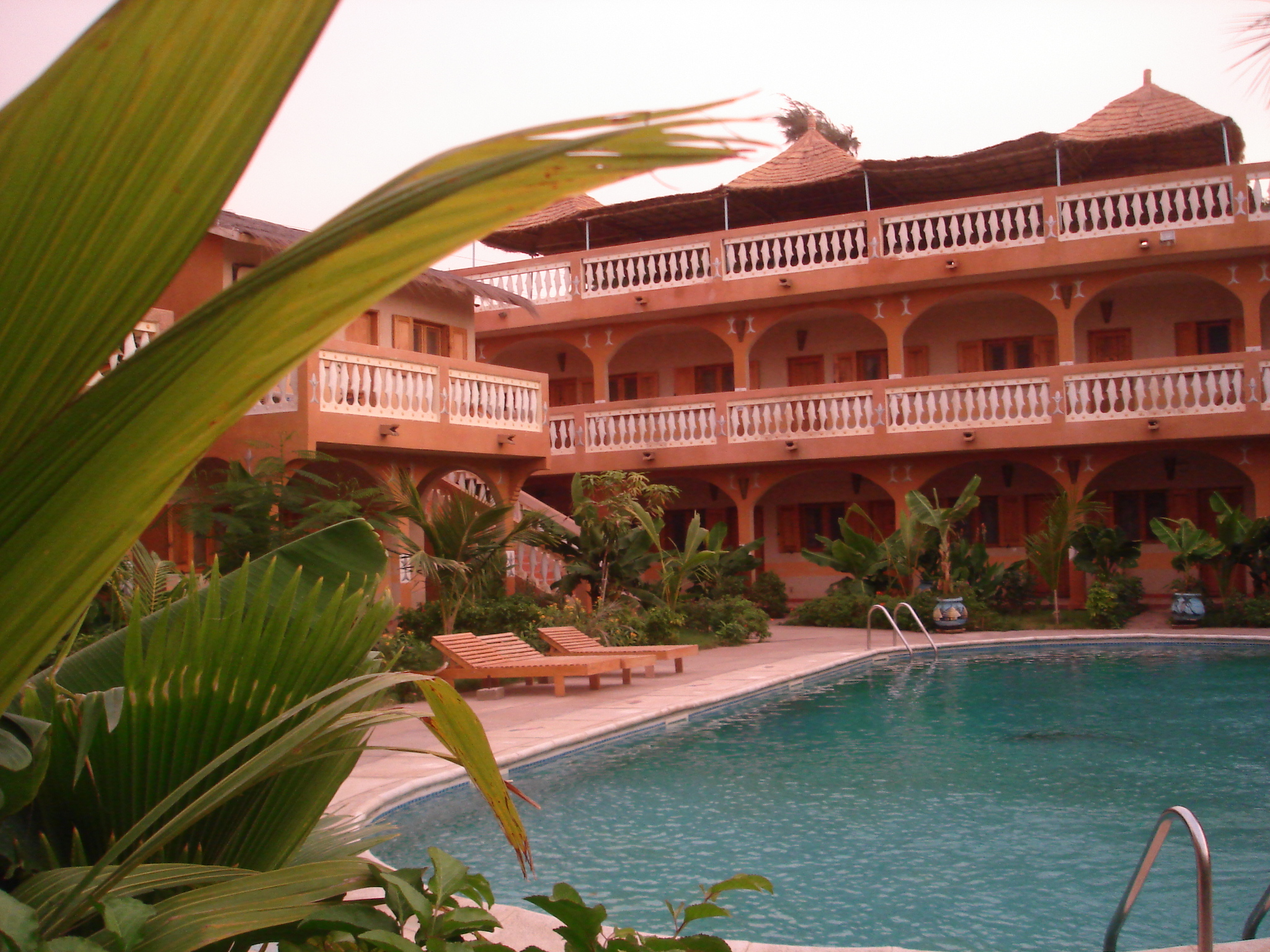
Un hôtel et sa piscine

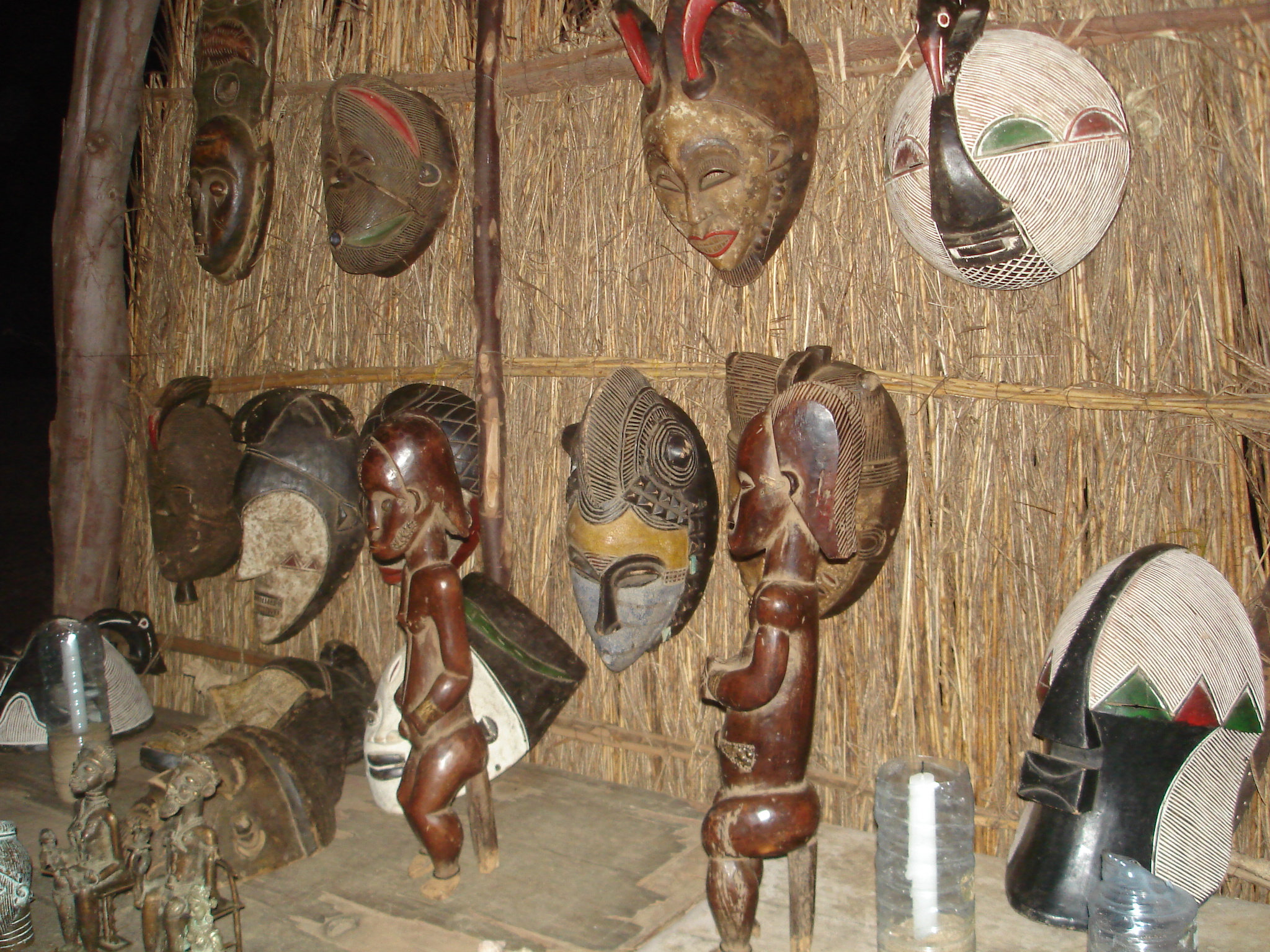
Dans les boutiques, un artisanat venu de toute l'Afrique

Les ressources locales sont presque toutes liées au tourisme ou aux activités dérivées (pêche, sports nautiques, tennis, équitation, golf, etc.). Saly est aussi le point de départ de nombreuses excursions dont le parc animalier de la forêt de Bandia, l’île de Gorée, l’île aux coquillages Fadiouth, le Lac rose, etc.
Complexes hôteliers, discothèques, bars, restaurants typiques, boutiques artisanales, agences immobilières, tous se disputent les faveurs d'une clientèle "fortunée", selon les critères du pays. Une grande communauté de retraités Belges et Français est présente à Saly pendant la période hivernale en Europe. Ces Français (dont plus de 2500 en 2019 sont résidents sénégalais et donc surnommés "Sénégaulois") et ces Belges ont souvent fait l'acquisition de maisons en bord de mer ou situées dans des résidences fermées et surveillées. Ils y passent souvent l'hiver "au chaud". La température moyenne de décembre à avril est en effet de 28 °C avec des températures minimum en matinée ou en soirée de 16 °C.
Saly accueille également de nombreux Dakarois chaque week-ends.
- Saly Portudal, le village de pêcheurs le plus connu, se trouve au sud de la ville. On peut encore y assister au départ des pirogues. D'autres quartiers, par exemple Saly Niakh niakhal, sont plus préservés et ne manquent pas de charme.
- Saly Plages, le quartier touristique, est situé au centre de la station. Outre les plages de rêve annoncées par les brochures, on y trouve un petit port, un golf, ainsi que de nombreuses résidences et maisons individuelles.
- Saly Nord est le quartier artisanal situé au nord de la ville. Les touristes sont ravis de découvrir à même le sol des colliers de coquillages, de divers bracelets, des bibelots, des poteries, des statuettes en bois, des masques, des chaises africaines ou des instruments de musique locaux (sabar, kora, djembé). Dans de minuscules échoppes, les tailleurs proposent aux vacanciers vêtements typiques et tissus colorés.

Séminaires et colloques internationaux sont parfois organisés à Saly.
Depuis le milieu des années 2010, de grandes enseignes françaises de la grande distribution telles que Auchan, Casino ou Super U sont présentes à Saly et font du tort aux petits commerçants des rues en vendant leurs produits à plus bas prix.

### Immobilier
En 2012, le gouvernement sénégalais a décidé de céder une grande partie des parcelles de terrain à Saly, pour une somme de 5000 Francs CFA par mètre carré. Cette décision a incité de nombreux investisseurs, notamment étrangers, à acquérir des terrains pour y construire des résidences, des hôtels, des bâtiments commerciaux, etc..
Depuis la pandémie de COVID-19, un nombre croissant de Dakarois choisissent d'acheter une résidence secondaire à Saly, reflétant ainsi le développement de la classe moyenne au Sénégal.

## Sport
La ville abrite depuis 2017, la NBA Academy Africa, un centre de formation d'élite de basketball en Afrique. Gérée par la National Basketball Association, cette académie offre des formations éducatives et de basket-ball. Plusieurs anciens du programme ont poursuivi des carrières dans des ligues professionnelles.

## Environnement
Avec ses nombreux véhicules anciens, le centre-ville est assez pollué, mais, avec leurs nombreux cocotiers, les plages restent attractives pour les touristes.
En ville, on trouve également des baobabs, des manguiers et de nombreux eucalyptus.

## Dérives
Le développement rapide d'un tourisme de masse, dans un pays assez démuni, est à l'origine de certaines dérives, comme la petite délinquance, la prostitution, la pédophilie, ou encore la propagation du sida et d'autres infections sexuellement transmissibles (IST).
Longtemps, pour ne pas ternir l'image de la station, ces problèmes n'étaient guère évoqués publiquement. Pourtant, des mesures gouvernementales draconiennes avaient été prises et en 2002, un Observatoire pour la protection des enfants contre les abus et l'exploitation sexuelle, "Avenir de l'Enfant" (ADE), avait été créé à M'bour par une ONG sénégalaise.
En 2003, la chaîne de télévision française M6, dans le cadre de l'émission Ça me révolte, a diffusé un reportage centré sur Saly, contribuant à alerter l'opinion internationale qui, jusque-là, situait le tourisme sexuel principalement en Asie.

## Galerie de photographies

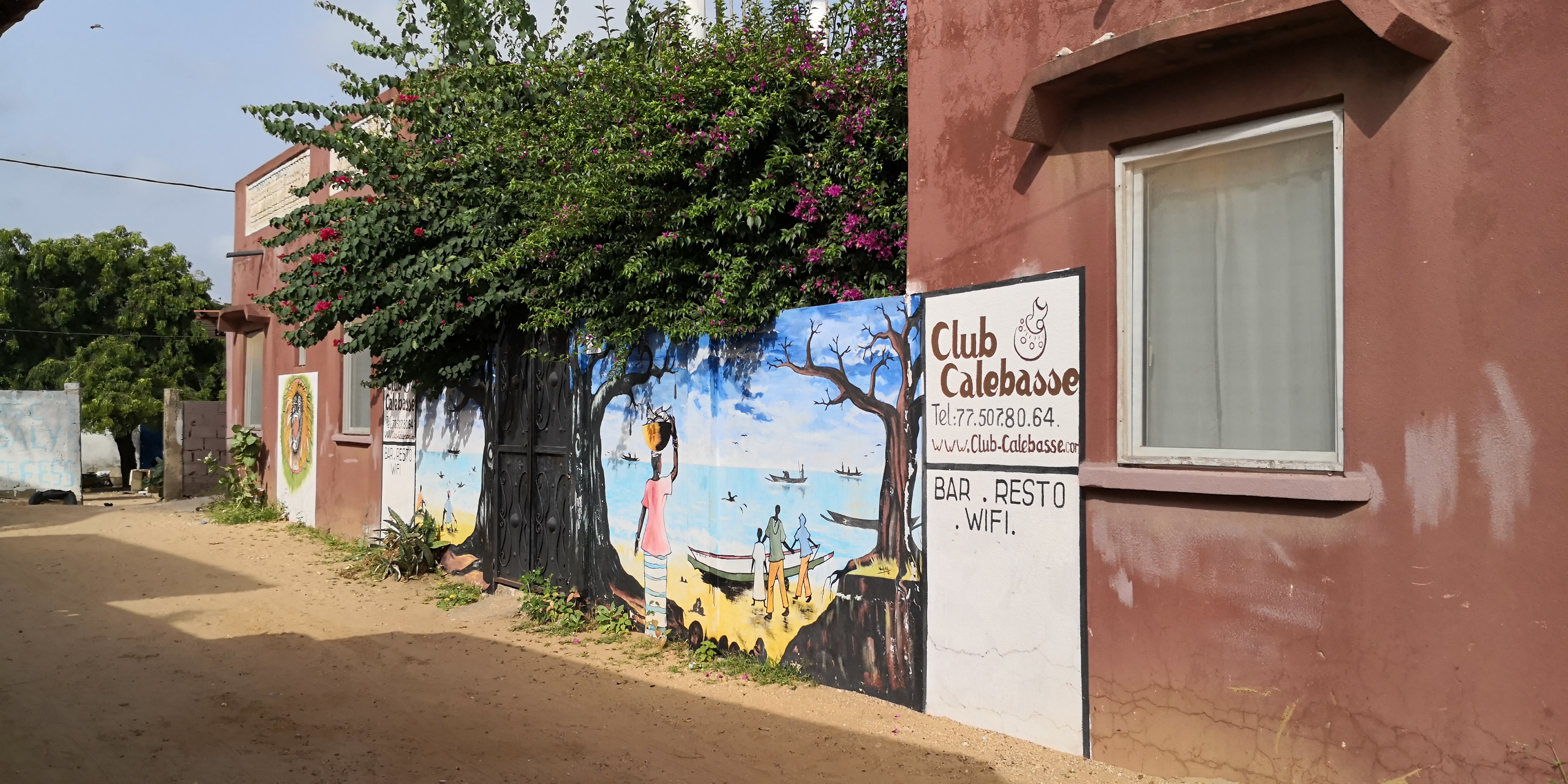
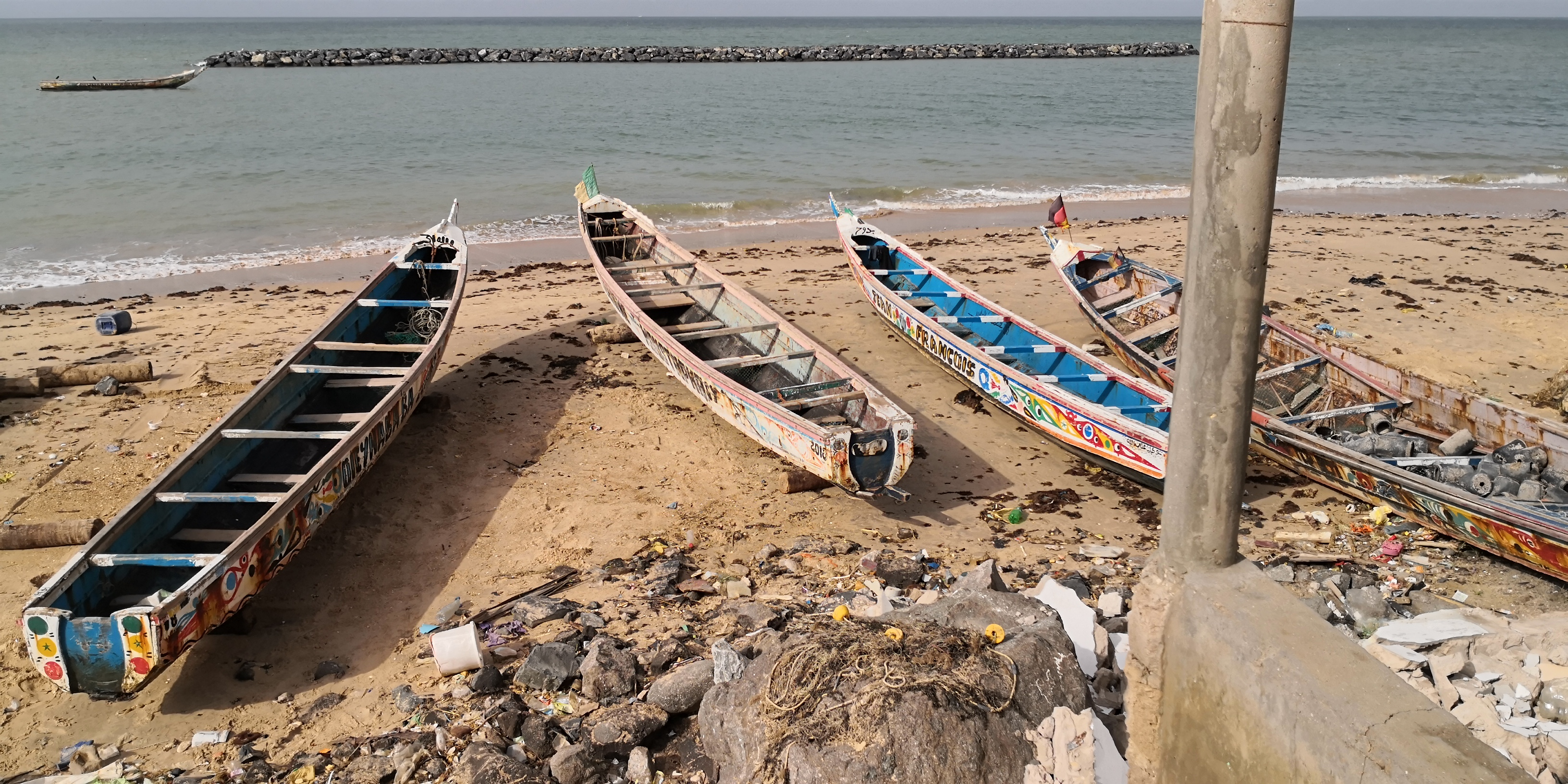
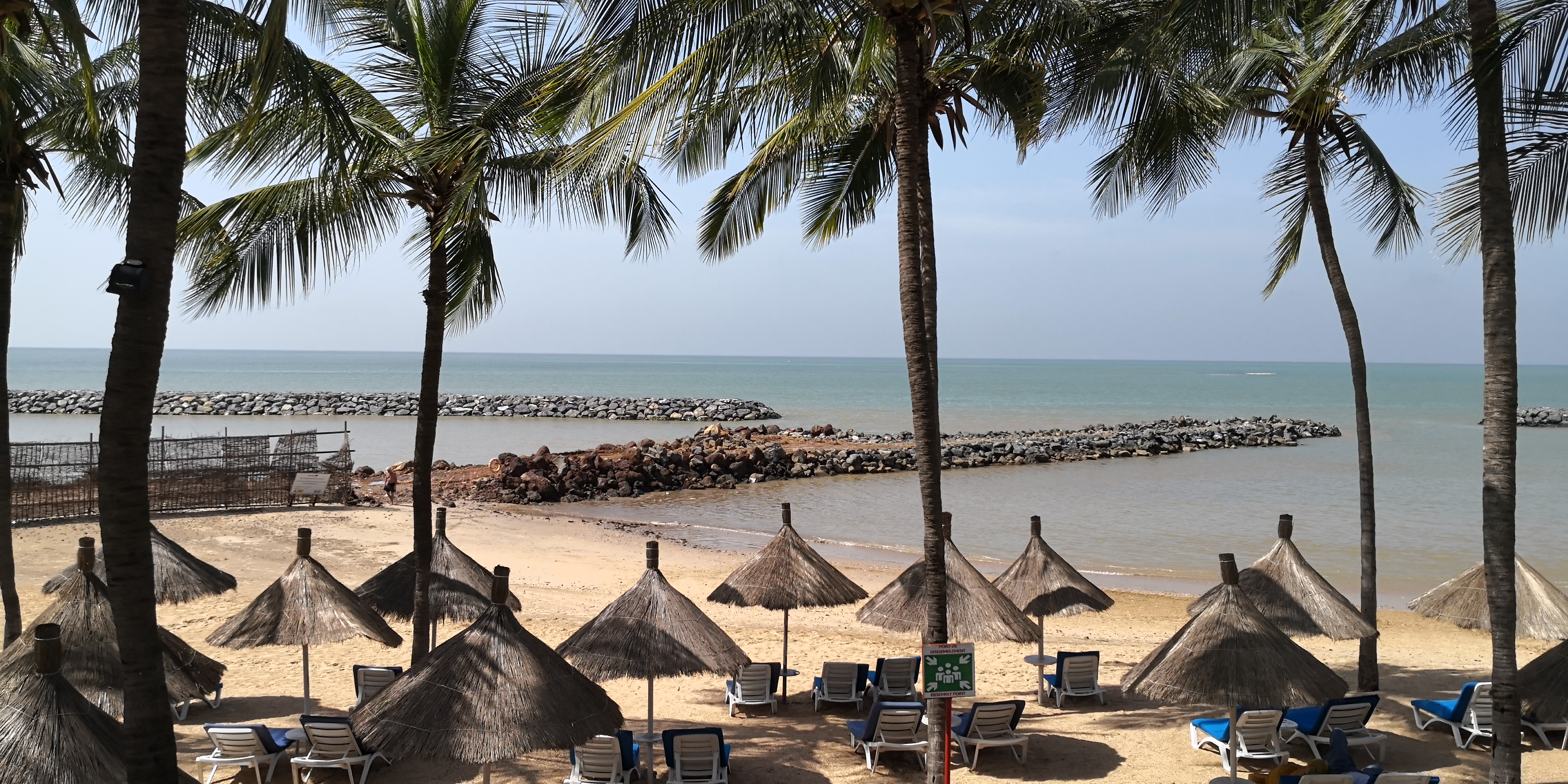